# Skrońsko
Skrońsko (niem. Skronskau) – wieś w Polsce, położona w województwie opolskim, w powiecie oleskim, w gminie Gorzów Śląski. Z miejscowością związany jest przysiółek Podlesie, natomiast w jej obrębie wyróżniona jest administracyjnie jedna część – Zarzyska.
W latach 1975–1998 miejscowość należała administracyjnie do województwa częstochowskiego.

## Nazwa
Podczas akcji germanizacyjnej nazw miejscowych i fizjograficznych na Górnym Śląsku historyczna nazwa niemiecka Skronskau została 27 kwietnia 1936 zastąpiona przez administrację nazistowską nazwą Buchental. 1 czerwca 1948 r. nadano miejscowości polską nazwę Skrońsko.

## Demografia
W 1925 r. w miejscowości mieszkało 397 osób, a w 1933 r. 416 osób.

## Historia
Do głosowania podczas plebiscytu uprawnionych było w Skrońsku 215 osób, z czego 176, ok. 81,9%, stanowili mieszkańcy (w tym 175, ok. 81,4% całości, mieszkańcy urodzeni w miejscowości). Oddano 213 głosów (ok. 99,1% uprawnionych), w tym 211 (ok. 99,1%) ważnych; za Polską głosowało 116 osób (ok. 54,5%), a za Niemcami 95 osób (ok. 44,6%).
1 kwietnia 1939 r. Skrońsko włączono do Biskupic.

## Zabytki
Do wojewódzkiego rejestru zabytków wpisane są:
- kościół fil. pw. śś. Walentego i Bartłomieja, drewniany, z XVI/XVII (nie istnieje) - spalony umyślnie w 1999 roku. Na jego miejscu wybudowano nowy, murowany
- kapliczka, z XVIII w.
- chałupa nr 39, z 1805 r. (nie istnieje).